# Waterville (Irlanda)
Waterville (An Coireán em irlandês) é uma cidade do Condado de Kerry, República da Irlanda, situado na costa oeste da Irlanda, na Península de Iveragh. Está situada num estreito istmo, com o Lough Currane a Este e a baía de Ballinskelligs a Oeste, com o Rio Currane ligando as duas.

## História
Foi neste pequeno rio que a família Butler construíu a sua casa em finais do século XVIII. Provavelmente devido à sua situação geográfica, deram o nome de Waterville (Cidade da Água) à sua propriedade. Mais tarde, já no começo do século XIX, outras casas se juntaram. A pequena aglomeração manteve o nome dado pelos seus fundadores.
A história da cidade está ligada ao estabelecimento do primeiro cabo submarino de comunicações transatlânticas que, no ano de 1880, ligou Waterville a Canso, na Nova Escócia. Apesar disso, nunca deixou de ser a pequena cidade que ainda hoje é.

## Turismo
Situada numa zona de baías onde desembocam pequenos rios, Waterville é, desde há muito, famosa por seus concursos de pesca desportiva ao salmão.
Possui um dos cinco melhores campos de golfe da Irlanda e um centro equestre que permite fazer-se passeios a cavalo nas praias da região.

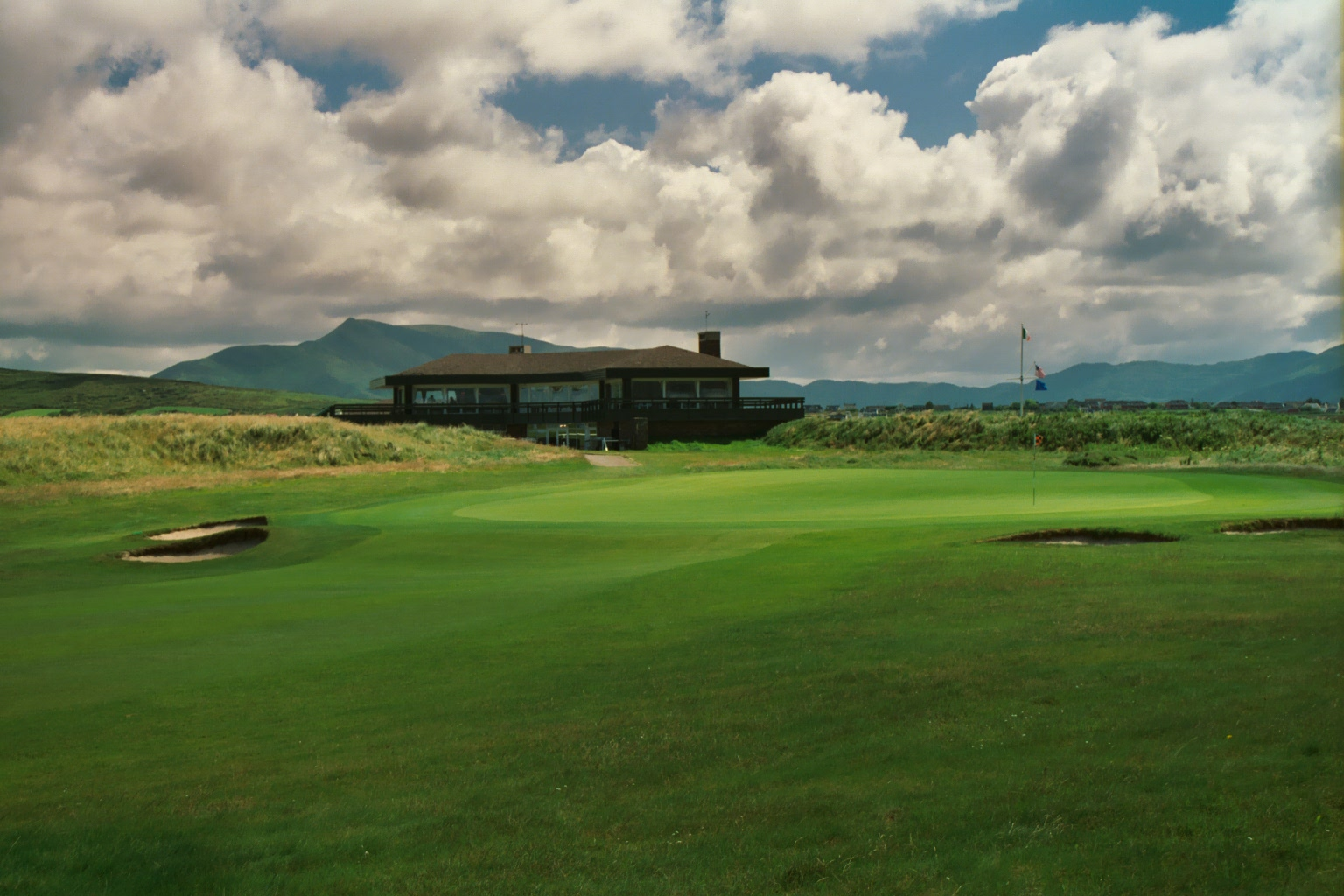
Waterville Golf Course

A cidade também é conhecida por suas Lagosta, pois já foi eleita 3 vezes pela revista Gaeilge como o melhor lugar para se comer Lagosta da Irlanda.
- http://www.irelands-directory.com/images/photos/190410DS.jpg Em falta ou vazio |título= (ajuda)

## Cultura
A cidade é dotada de um moderno Centro Artístico e Educacional.

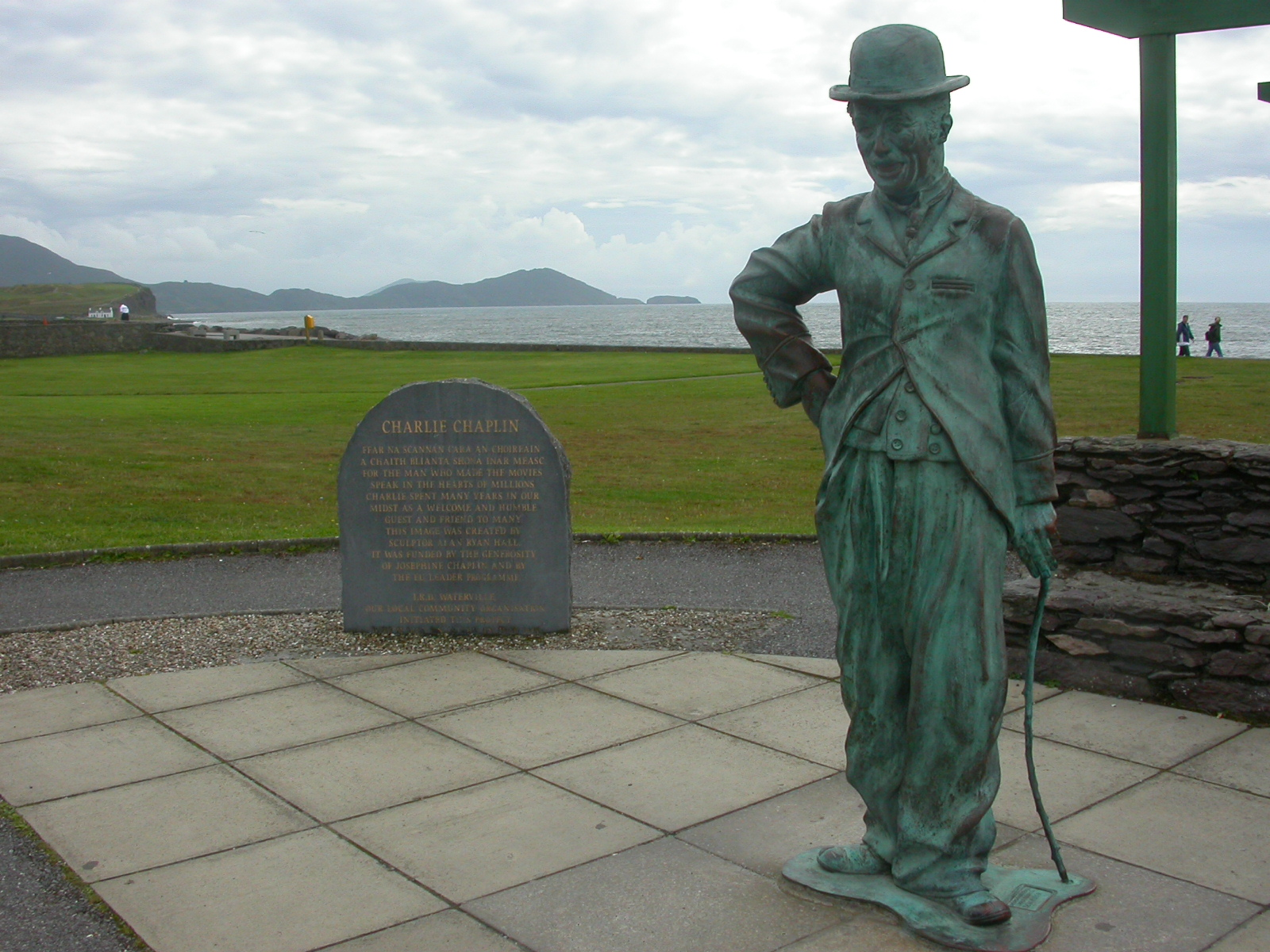
Estátua de bronze de Charlie Chaplin, em Waterville.

Waterville era um dos sítios preferidos para Charlie Chaplin passar férias com a sua família. Em sua memória existe, num jardim frente à praia, uma estátua em bronze representando a conhecida figura de Charlot.